# واکنش‌ها به مرگ استیو جابز
استیون پاول جابز (تولد: ۲۴ فوریه ۱۹۵۵ - درگذشت: ۵ اکتبر ۲۰۱۱)
کارآفرین، مخترع، بنیانگذار و مدیر ارشد اجرایی شرکت رایانه‌ای اپل و یکی از چهره‌های پیشرو در صنعت رایانه بود.
در اوت ۲۰۱۱ جابز از سمت مدیرعاملی اپل استعفا داد.
و در تاریخ چهارشنبه ۵ اکتبر ۲۰۱۱ در سن ۵۶ سالگی درگذشت.
گواهی فوت جابز نشان می‌دهد که او حوالی ساعت ۳ بعد از ظهر در خانه‌اش در پالو آلتو در کالیفرنیا، بر اثر ایست تنفسی ناشی از سرطان لوزالمعده درگذشت.
جابز پس از برگزاری یک مراسم تدفین کوچک و خصوصی در تاریخ ۷ اکتبر، در یک قبرستان عمومی به نام «آلتا مسا مموریال پارک» در پالو آلتو به خاک سپرده شد.

## واکنش‌ها پس از مرگ وی

این نگاره در صفحه نخست وبگاه اپل در تاریخ ۵ اکتبر ۲۰۱۱ میلادی به دلیل درگذشت استیو جابز جای گرفت.

- خانواده جابز پس از مرگ او طی بیانیه‌ای چنین اعلام کرد: «استیو در آرامش از دنیا رفت. »[۱۳]

مرگ او توسط وبگاه اپل در یک اطلاعیه اعلام شد:
ما عمیقاً غمگین هستیم که اعلام کنیم که استیو جابز امروز درگذشت. استعداد، علاقه و انرژی استیو منبع نوآوری‌های بی شماری بود که زندگی همه ما را بهبود و غنا بخشید. جهان به خاطر وجود استیو به مراتب بهتر شد. بزرگ‌ترین عشق وی همسرش لاورن و خانواده‌اش بودند…
پس از مرگ جابز، صفحه اول وبگاه اپل به عکسی سیاه و سفید از وی اختصاص یافت. و آدرس ایمیلی نمایش داده شده‌بود که عموم مردم بتوانند خاطرات و پیام‌های تسلیتشان را به اشتراک بگذارند.
همچنین صفحه اول وبگاه پیکسار عکسی را نمایش می‌داد که در آن جابز کنار جان لستر و ادوین کتمول نشسته‌است. اندکی پس از اعلام مرگ جابز، شبکه‌های ABC، CBS و NBC برنامه‌های خود را قطع کردند و این خبر را پوشش دادند.
روزنامه‌ها از سراسر دنیا این خبر را اعلام کردند و افراد مشهوری چون باراک اوباما، دیوید کامرون، بیل گیتس، استیو وزنیاک، جورج لوکاس، اریک اشمیت، تیم کوک، باب ایگر(مدیرعامل شرکت والت دیزنی)، ادوین کتمول و جان لستر، جری یانگ (مدیر عامل یاهو)، دیک کوستولو (مدیرعامی توییتر)، و استیو کیس (مؤسس امریکن آنلاین) برای درگذشت او بیانیه دادند.

## بیانه‌ها و پیام‌های تسلیت

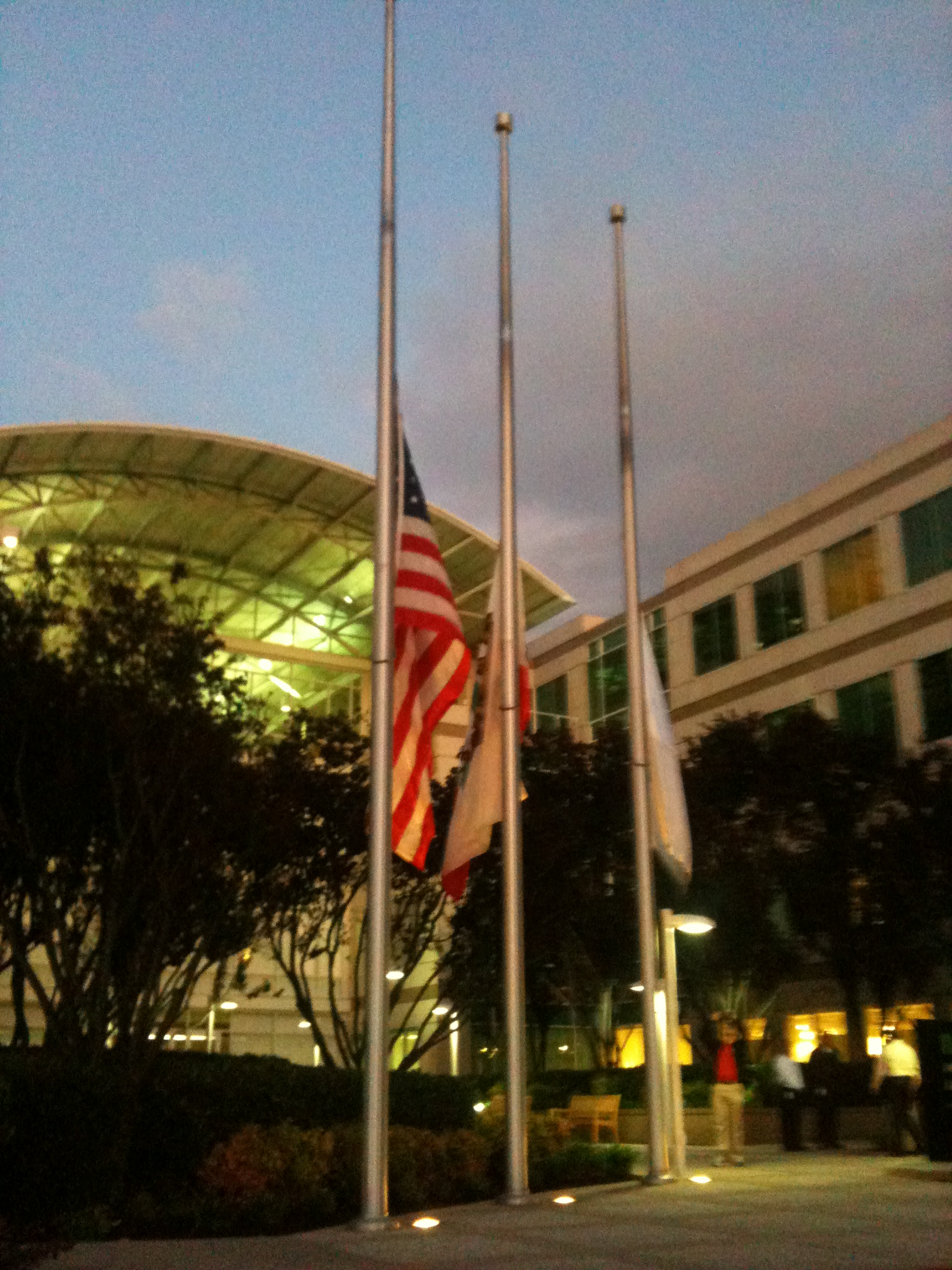
پرچم‌های نیمه‌برافراشته در خارج از دفتر مرکزی اپل در کوپرتینو، کالیفرنیا پس از مرگ استیو جابز

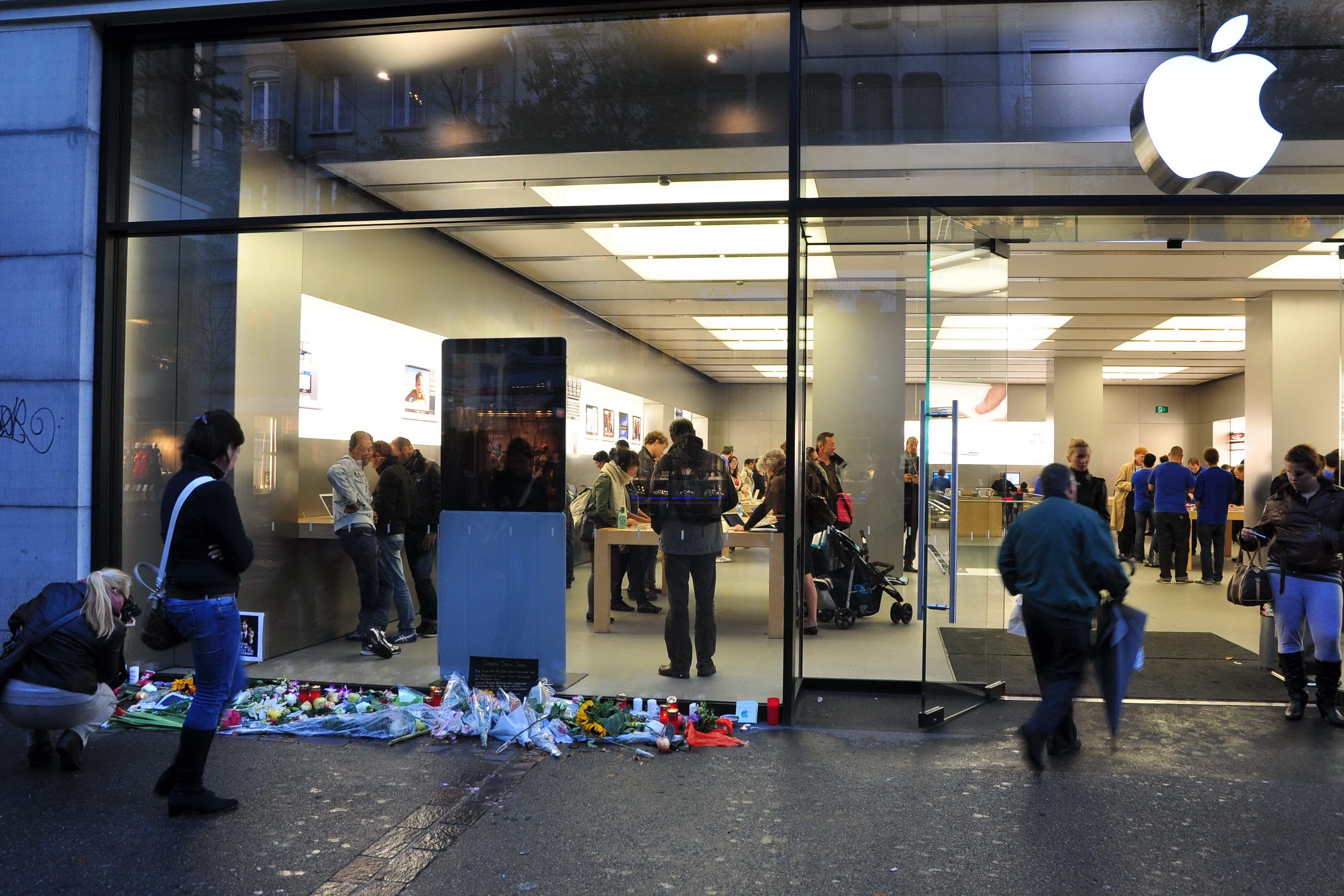
فروشگاه شرکت اپل در زوریخ سوئیس، چند روز پس از مرگ استیو جابز

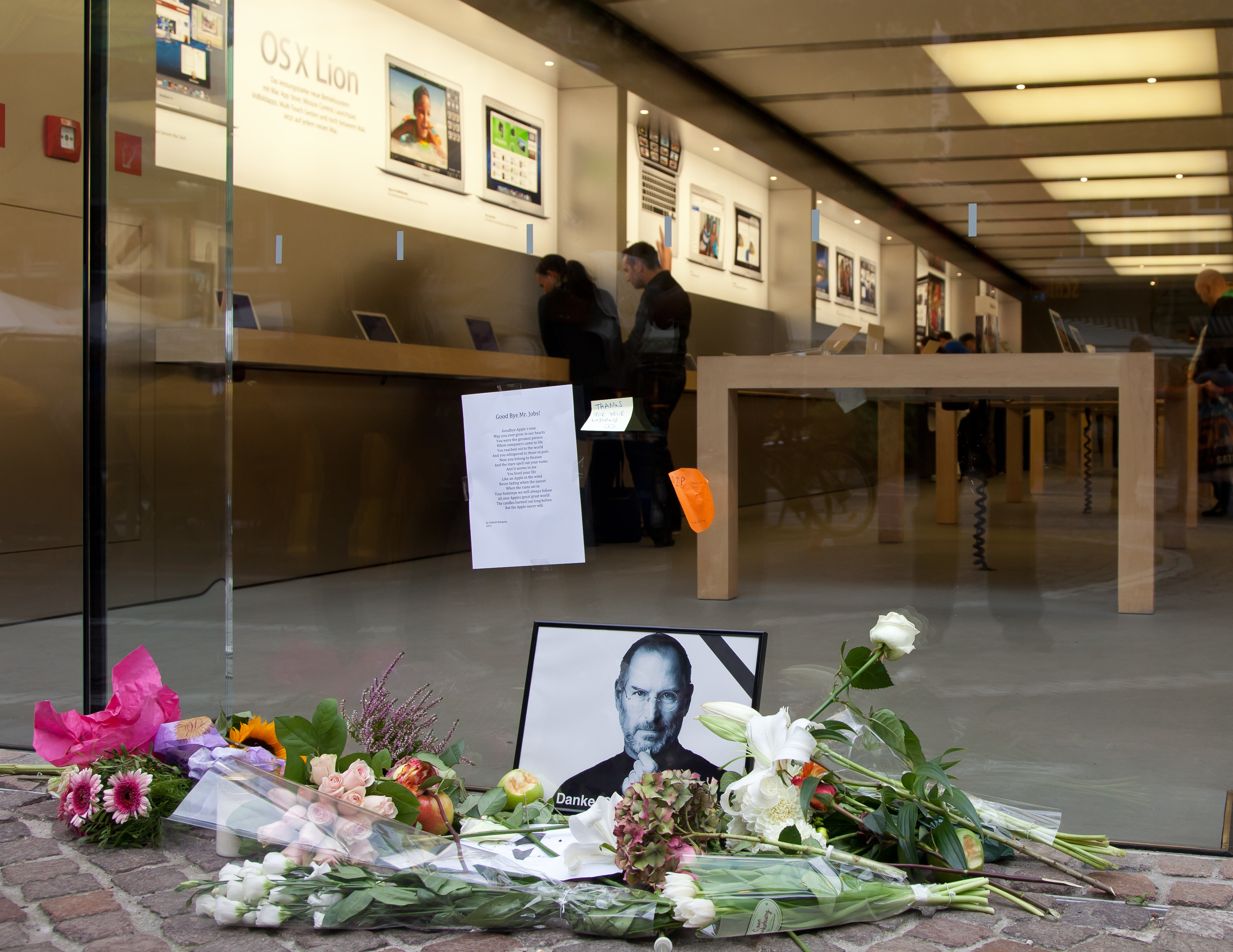
فروشگاه شرکت اپل در فرانکفورت آلمان، پس از مرگ استیو جابز

- باراک اوباما

استیو یکی از بزرگ‌ترین نوآوران آمریکا بود. او آنقدر شجاعت داشت که طور دیگری بیندیشد، آنقدر جسارت داشت که بداند می‌تواند جهان را تغییر دهد، و آنقدر استعداد داشت که آن را عملی کند. او با ساختن یکی از موفق‌ترین شرکت‌های جهان از پارکینگ خانه‌اش، روحیه خلاق آمریکایی را به نمایش گذاشت. او با شخصی کردن کامپیوترها و قرار دادن اینترنت در جیب ما، انقلاب اطلاعات را نه تنها قابل دسترسی بلکه شهودی و لذت بخش کرد… استیو دوست داشت بگوید هر روز را طوری زندگی می‌کند که انگار آخرین روز زندگی اش است. به همین خاطر، او زندگی را دگرگون کرد، بعضی صنایع را از نو تعریف کرد، و به یکی از نادرترین دستاوردها در تاریخ بشر دست یافت. او شیوه دیدن جهان برای هر یک از ما را عوض کرد. جهان یک انسان صاحب بینش را از دست داده‌است و شاید هیچ تعریفی بالاتر از این نباشد که بخش بزرگی از جهان از طریق دستگاهی که او اختراع کرد از درگذشت او آگاه شد. باراک اوباما و میشل اوباما، با لورن، همسر آقای جابز و خانواده او و همه کسانی که او را دوست داشتند، ابراز همدردی کردند.
- بیل گیتس

پس از ابراز ناراحتی و پیام تسلیت او و همسرش ملیندا به خانواده و دوستان جابز، در ادامه بیانه آمده‌است که او و جابز نخستین بار ۳۰ سال پیش با یکدیگر دیدار کردند و در بیش از نیمی از عمرشان با هم همکار و رقیب و دوست بوده‌اند. جهان به ندرت شاهد شخصی بوده‌است که مانند جابز بر او تأثیرگذار بوده باشد و این تأثیرات را نسل‌های زیادی حس خواهند کرد. این افتخار بسیار بزرگی بود برای کسانی که آنقدر خوش‌شانس بودند که با او کار کنند. دلم برای او تنگ خواهدشد.
- استیو بالمر

می‌خواهم عمیق‌ترین پیام تسلیت را برای استیو جابز، یکی از بنیانگذاران در صنعت ما و ایده پرداز واقعی، بیان کنم. با خانواده وی، کارکنان اپل و هر کس که به نحوی از کار او تأثیر گرفته‌است، ابراز همدردی می‌کنم.
- مارک زاکربرگ

استیو! از تو به عنوان یک آموزگار و یک دوست سپاسگزارم. از تو به خاطر نشان دادن شیوه تغییر جهان به وسیله محصولاتت نیز، سپاسگزارم.
- گوگل

گوگل در وبگاه خود به استیو جابز ادای احترام کرد.
- بنیانگذاران گوگل
- لری پیج

جابز مرد بزرگی با دستاوردهای باورنکردنی و هوشمندی شگفت‌انگیز بود. پیج نوشته‌است که تمرکز جابز بر ارتقای تجربه کاربری، همیشه الهام‌بخش او بوده‌است. او ضمن همدردی با خانواده جابز و اعضای اپل، از مهربانی، مشاوره و کمک‌های جابز به او هنگامی که او رئیس گوگل شد، یاد کرده‌است.
- سرگئی برین

شور و شوق جابز برای تعالی، توسط هرکسی که محصولات اپل را لمس کرده‌است قابل درک است. (محصولاتی مانند مک‌بوک، که من هم‌اکنون درحال نوشتن بر روی آن هستم) به خانواده، دوستان و همکاران جابز در اپل تسلیت می‌گویم.
- ریچارد استالمن

استیو جابز، کسی که پیشگام تبدیل کامپیوتر به یک زندان باحال بود، در گذشت. زندانی که برای محروم کردن احمق‌ها از آزادی‌هایشان طراحی شده بود.
هارولد واشینگتن، شهردار اسبق شیکاگو، دربارهٔ دالی، شهردار فاسد پیش از خود گفته بود: «خوشحال نیستم که او مرده، ولی خوشحالم که دیگر نیست». هیچ‌کس سزاوار مرگ نیست، نه جابز و نه آقای بیل (گیتس) و نه کسانی که کارهای شیطانی‌تری از این دو انجام داده‌اند. با این حال، همه ما سزاوار دیدن روزی که تأثیر بدخواهانه جابز بر روی رایانش مردم پایان می‌پذیرد، هستیم.
بدبختانه به رغم غیبت جابز، این تأثیر همچنان ادامه خواهد یافت. تنها می‌توانیم امیدوار باشیم که جانشینان او، در تلاش برای ادامهٔ راه او، کمتر موفق باشند.
- آرنولد شوارزنگر

استیو هر روز زندگی اش، رؤیای کالیفرنیا را زندگی کرد و جهان را تغییر داد و به همه ما الهام بخشید.
- جری براون

استیو جابز یک مبتکر کالیفرنیایی بود که به ما نشان داد که چگونه یک ذهن مستقل و خلاق می‌تواند کارهای بزرگ انجام‌دهد. عدهٔ کمی هستند که می‌توانند چنین تأثیری در زندگی ما داشته‌باشند. آنه و من با همسر استیو و همه خانواده‌اش همدردی می‌کنیم.
- مایکل دل

امروز دنیا یک رهبر صاحب بینش، صنعت تکنولوژی یک افسانهٔ اسطوره‌ای، و من یک دوست و یار را از دست‌دادم. میراث جابز به یاد نسل‌های بعد خواهدماند.
- مایکل بلومبرگ

امشب آمریکا نابغه‌ای را از دست داده‌است که از او به مانند ادیسون و اینشتین یاد خواهد شد. در طی چهار دهه پیش، جابز توانایی دیدن آینده را داشت و آینده را، خیلی پیش از بیشتر مردمی که توانایی دیدن افق را دارند، به زندگی آورد.
- مارک اندرسون

استیو جابز با استعدادترین فرد در صنعت ماست. به نظر من کسی به دستاوردهای او نخواهد رسید.
- پل آلن

ما یک انسان پیشتاز منحصر به فرد در زمینه فناوری را از دست دادیم. کسی که می‌دانست چگونه محصولات بزرگ متعجب کننده را بسازد.

## واژه‌نامه
1. ↑  Alta Mesa Memorial
2. ↑  Robert A. "Bob" Iger
3. ↑  Jerry Yang
4. ↑  Dick Costolo
5. ↑  Steve Case